# Bocus philippinensis
Bocus philippinensis är en spindelart som beskrevs av Fred R. Wanless 1978. Bocus philippinensis ingår i släktet Bocus och familjen hoppspindlar. Inga underarter finns listade.